# Zak (omhulsel)

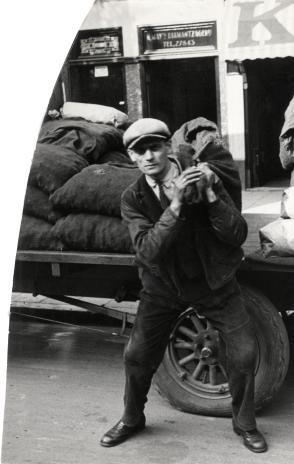
Kolenboer in 1932, met jutezakken

Een zak is een verpakkingsmiddel dat van een flexibel materiaal is vervaardigd en gebruikt wordt voor het vervoer of opbergen van goederen. Zakken kunnen onderscheiden worden naar bijvoorbeeld de keuze van materiaal waaruit ze vervaardigd zijn, de grootte (van handzaam klein tot honderden liters groot), of de vorm. Een verouderde naam voor zo'n gebruiksvoorwerp is buidel.

## Leer
De oudst bekende zakken zijn mogelijk van leer gemaakt. Ze werden gebruikt om vloeistoffen in te bewaren, zoals water of wijn. De tekst: "nieuwe wijn in oude lederen zakken" is bekend van het evangelie van Mattheus 9:17. Van hetzelfde materiaal werden, vele eeuwen later, ook tabakszakken vervaardigd.

## Textiel

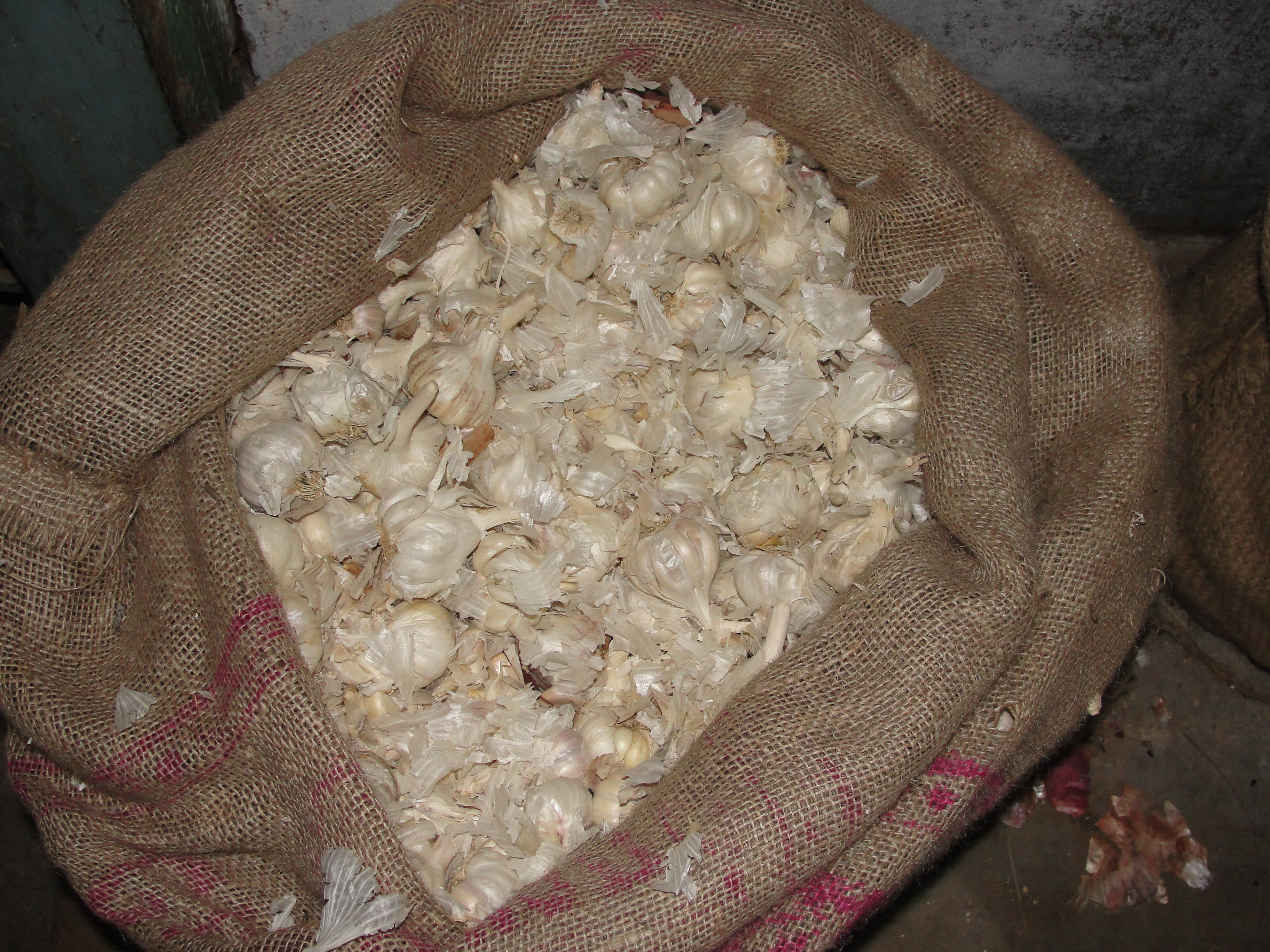
Een jutezak gevuld met knoflook

Een zak werd vaak van textiel vervaardigd. Zeer bekend was de jutezak, ook baalzak of baal genaamd, die gebruikt werd voor de verpakking van aardappelen, steenkool en dergelijke. Aangezien de afmetingen van deze zakken min of meer vast lagen, werd de inhoud van de zak (volume of gewicht) ook tot maateenheid. Bekend is in dit verband de eenheid mud. Een mud aardappelen kwam dan overeen met 70 kg. Dit werd dan verpakt in twee jutezakken van ongeveer 35 kg elk. Deze zakken werden vaak handmatig gesjouwd, bijvoorbeeld over de schouders. Het gewicht van een gevulde zak was zodanig dat de mensen die dit werk dagelijks moesten verrichten hier vaak uiteindelijk blijvend letsel aan overhielden, zoals versleten nekwervels en rugklachten. Een voordeel van een uit jute gemaakte zak is dat deze, na eventueel wassen, weer opnieuw gebruikt kan worden.
Andere textielsoorten, zoals linnen, worden eveneens voor zakken gebruikt, zoals voor meel.

Verschillend gevormde zakjes van papier.

## Papier
Naast de jutezak kwam en komt ook de papieren zak veel voor. Deze werd veel gebruikt door kruideniers om afgepaste hoeveelheden voedingsmiddelen in te verpakken, zoals meel, suiker, snoepjes en grutten. Ook kende men sigarenzakjes en suikerzakjes. Een bijzondere papieren zak is de puntzak waarin friet werd (en soms nog: wordt) verkocht in friettenten en cafetaria's.

## Plastic
Na de Tweede Wereldoorlog kwam de petrochemie op en werden steeds meer kunststoffen ontwikkeld waarvan een aantal zich leenden tot het fabriceren van zakken en zak-achtige omhulsels. Deze werden, vooral na de jaren 70 van de 20e eeuw, in toenemende mate gebruikt voor de verpakking van vele producten, vooral ook voedingsmiddelen. Omdat ze op zeer grote schaal als eenmalige verpakking worden verstrekt en biologisch niet afbreekbaar zijn, dragen zij in belangrijke mate bij tot het probleem van het zwerfafval. De meeste plastic zakken worden vervaardigd van polyethyleen, polypropyleen of lagedichtheidpolyetheen. Vaak heeft de plastic zak ook de jutezak verdrongen. Bij grootverpakkingen voor de levensmiddelenindustrie (cacao, bonen, koffie, aardappelen, graan, suiker, specerijen) speelt de jutezak echter nog een rol. 
Een bijzonder soort plastic zak is de vuilniszak. Kunstmest, tuingrond en dergelijke worden verpakt in stevig soort plastic zakken, terwijl bouwmaterialen als zand en grind vaak in de zogeheten big bags (letterlijk: grote zakken) worden aangeleverd. Deze kunnen hoeveelheden van 200 kg tot 2500 kg bevatten.